# Биоэнергетика (наука)
Биоэнергетика (биологическая энергетика) — междисциплинарная наука, раздел биологии, изучающий совокупность процессов преобразования внешних ресурсов в биологически полезную работу в живых системах.
Традиционно эта наука исследует такие процессы, как клеточное дыхание, фотофосфорилирование, энергизация мембран и связанный с этим транспорт, а также другие способы получения организмами энергии. Кроме того, в сферу этой науки входит изучение митохондрий как регуляторных систем, их роли в запрограммированной гибели клеток и тканей.

## Термин
Впервые слово биоэнергетика было использовано в 1956 году нобелевским лауреатом А. Сент-Дьёрди. Это название он дал своей небольшой монографии, в которой он, изложил свои гипотезы о функционировании живых существ и их энергообеспечении.
В 1968 году в итальянском городке Полиньяно-а-Маре состоялась конференция по окислительному фосфорилированию, на которой присутствовали такие корифеи того времени как Э. Слейтер, Л. Эрнестер и Х. Кребс. На одном из заседаний специально рассматривался вопрос как назвать новый раздел биологии, изучающий молекулярные механизмы энергообеспечения организмов. Присутствовавший на заседании В. П. Скулачёв обладал плохим уровнем английского, так что его речь
на этом языке звучала несколько прямолинейно. Услышав, что дискуссия свернула в сторону сложных длинных названий из двух и более слов, он встал и предложил назвать новую науку биоэнергетика. На вопрос ведущего Э. Слейтера, каковы его аргументы, Скулачёв замялся и сказал, что три года назад организовал в Московском университете отдел биоэнергетики, который успешно функционирует, и потому он предлагает назвать этим именем новую науку. Несмотря на такой ответ, дискуссия всё же удивительным образом привела к тому, что название было принято и закрепилось в научной практике.
Впоследствии, несмотря на протесты В. П. Скулачёва, в прессе и медиа, новый термин был взят на вооружение экстрасенсами. Процесс начался в России, но вскоре перекинулся и за рубеж. В результате, в последнем издании Британской энциклопедии приводятся два значения этого слова — «биоэнергетика научная» и «биоэнергетика паранаучная».

## История
Датой рождения биоэнергетики можно считать 1961 год, когда Питер Митчелл опубликовал свою хемиосмотическую теорию, объяснявшую механизм дыхательного и фотосинтетического фосфорилирования. За эту, хотя и не полностью доказанную тогда, теорию он получил в 1978 году нобелевскую премию по химии. Вслед за этим, в 1961 году, последовало открытие Робертом К. Крэйном натрий-зависимого контраспорта глюкозы. В 1988 году нобелевскими лауреатами стали Х. Михель, Й. Дайзенхофер и Р. Хубер, преуспевшие в рентгеноструктурном анализе комплекса фотосинтетических реакционных центров. В 1997 году П. Д. Бойер и Дж. Уокер удостоились такой же премии за исследование протонной АТФ-синтазы, а вместе с ними и И. Х. Скоу — за открытие Na+/K+ АТФазы. Следует также отметить открытие Г. Кремером, Д. Д. Ньюмейером и Кс. Уангом центральной роли митохондрий в запрограммированной смерти клетки. В последнее десятилетие число публикаций на эту тему сильно возросло.

## Законы биоэнергетики
Согласно современным представлениям в живых организмах существуют три формы конвертируемой энергии: водорастворимая цитозольная форма в виде АТФ и две мембранные формы в виде разности электрохимических потенциалов протона (∆μН+) и натрия (∆μNa+). Восстановительные эквиваленты, такие как НАД, НАДФ, ФАД и различные редокс-белки вроде ферредоксинов не рассматриваются большинством учёных в качестве отдельной формы энергии ввиду ограниченности их функций. Все три формы энергии могут взаимно превращаться друг в друга и часто все три присутствуют внутри одного организма, как это происходит у эукариот. Совместно эти три формы энергии расходуются на всю совокупность происходящей в организме работы: химической, электрической, осмотической, механической и работе по генерации тепла. На основании эмпирических наблюдений были сформированы следующие три принципа, которые описывают использование клеткой этих трёх форм энергии:
Первый закон биоэнергетики
Живая клетка избегает прямой утилизации энергии внешних ресурсов при совершении полезной работы. Сначала она трансформирует эту энергию в конвертируемую форму АТФ, ∆μNa+ или ∆μН+ и использует её затем в различных энергоёмких процессах.
Второй закон биоэнергетики
Любая живая клетка располагает хотя бы двумя формами конвертируемой энергии — АТФ и ∆μН+ или ∆μNa+.
Третий закон биоэнергетики
Клетка может удовлетворить все свои энергетические потребности, если есть возможность получить хотя бы одну из трёх конвертируемых форм энергии за счёт внешних энергетических ресурсов.